# یاکوبا دیوری هامانی ماگاگی
یاکوبا دیوری هامانی ماگاگی (انگلیسی: Yacouba Diori Hamani Magagi؛ زادهٔ ۸ سپتامبر ۱۹۹۷) بازیکن فوتبال است.
از باشگاه‌هایی که در آن بازی کرده‌است می‌توان به باشگاه فوتبال پونفرادینا اشاره کرد.
وی همچنین در تیم ملی فوتبال نیجر بازی کرده‌است.